# Falscher Breitsame
Falscher Breitsame (Daucus pumilus) ist eine Pflanzenart aus der Gattung Möhren (Daucus) innerhalb der Familie der Doldenblütler (Apiaceae).

## Beschreibung

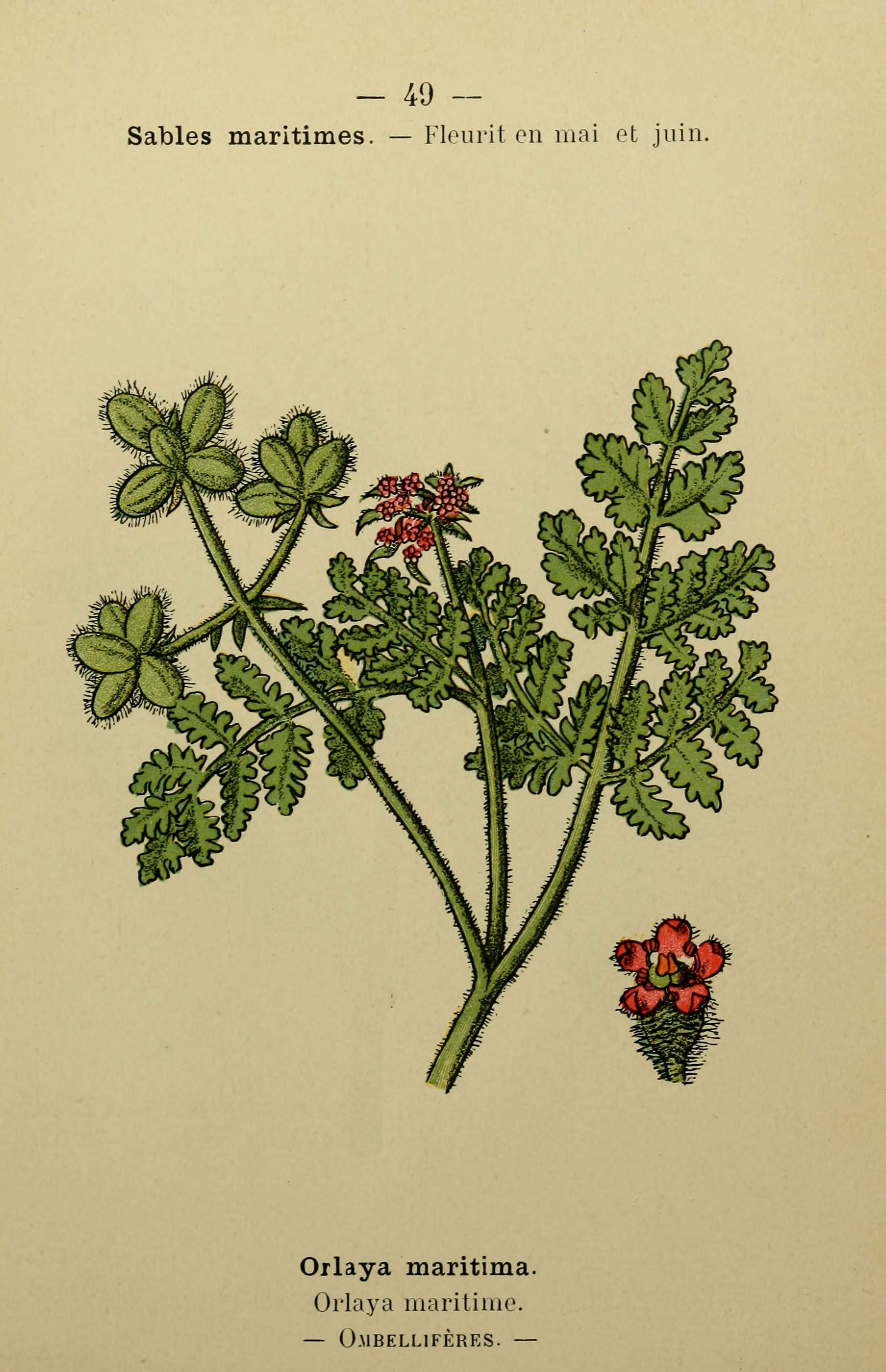
Illustration aus Flore coloriée de poche du littoral méditerranéen de Gênes à Barcelone y compris la Corse

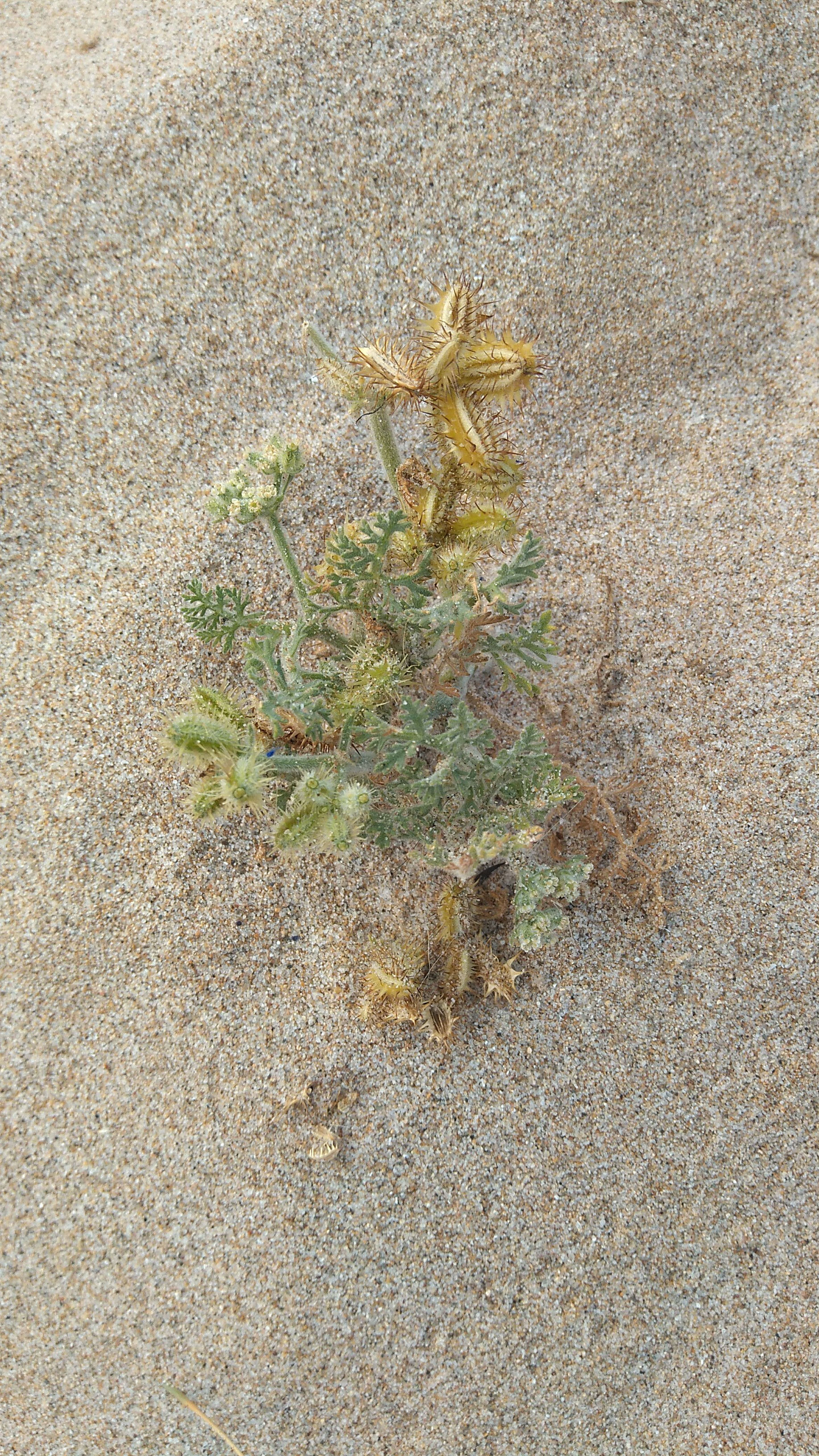
Habitus, Laubblätter, Blütenstand und Fruchtstand

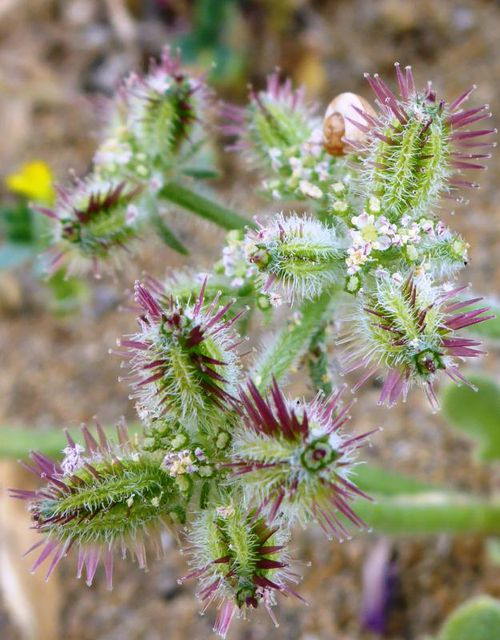
Blüten und Früchte

### Vegetative Merkmale
Der Falsche Breitsame ist eine einjährige krautige Pflanze, die Wuchshöhen von nur 5 bis 20 Zentimetern erreicht. Sie ist dicht behaart. Der Stängel ist niederliegend bis aufsteigend.
Die Laubblätter sind zwei- bis dreifach gefiedert mit eiförmigen Abschnitten.

### Generative Merkmale
Die Blütezeit reicht von April bis Juli. Der doppeldoldige Blütenstand bestehen zwei bis fünf ungleich lange Strahlen mit zwei bis fünf Hüllblättern mit zwei bis fünf Döldchen. Die zwittrigen Blüten sind fünfzählig. Die Kronblätter sind weiß bis hell-purpurfarben, die äußeren sind nur wenig größer als die inneren.
Die Früchte sind bei einer Länge von 7 bis 10 Millimetern elliptisch. Ihre seitlichen Rippen tragen acht am Grunde verbreiterte Dornen, die übrigen Rippen tragen jeweils 18 schmale Dornen.
Die Chromosomenzahl beträgt 2n = 16.

## Vorkommen
Der Falsche Breitsame ist im Mittelmeerraum in Marokko, Algerien, Tunesien, Libyen, Ägypten, auf der Sinai-Halbinsel, in Portugal, Spanien, auf den Balearen, in Frankreich, auf Korsika, Sardinien, Sizilien, Malta, in Italien, Montenegro, Albanien, Griechenland, Kreta, auf Inseln der Ägäis, auf Zypern, in der Türkei, in Israel, Jordanien, im Libanon und in Syrien verbreitet.
Der Falsche Breitsame gedeiht an Sandstränden, auf Dünen und auf meeresnahen Sandäckern.

## Taxonomie
Die Erstveröffentlichung erfolgte 1759 unter dem Namen (Basionym) Caucalis pumila durch Carl von Linné in Systema Naturae ...Editio decima, reformata..., 10. Auflage, Seite 955. Die Neukombination zu Pseudorlaya pumila (L.) Grande wurde 1925 durch Loreto Grande in Nuovo Giornale Botanico Italiano, Nuova Serie, 32, Seite 86 veröffentlicht. Die Neukombination zu Daucus pumilus (L.) Hoffmanns. & Link wurde durch Johann Centurius von Hoffmannsegg und Johann Heinrich Friedrich Link in Flore Portugaise ou description de toutes les plantes qui croissent naturellement en Portugal, Tome 2, 1820–1824, Seite 398 veröffentlicht. Weitere Synonyme für Daucus pumilus (L.) Hoffmanns. & Link sind: Daucus pumilus (L.) Ball, Daucus pumilus (L.) Caruel, Daucus pumilus Drude, Orlaya pumila (L.) Halácsy, Caucalis maritima Gouan, Daucus maritimus (Gouan) Gaertn., Daucus pycnanthus (H.Lindb.) M.Hiroe, Orlaya bubania Philippe, Orlaya cretica Nyman, Orlaya maritima Gouan ex W.D.J.Koch, Orlaya maritima var. breviaculeata Boiss., Orlaya maritima var. microcarpa Loret & Barrandon, Orlaya maritima var. tarhunensis Pamp., Orlaya pumila var. breviaculeata Boiss., Pseudorlaya bubania Gouan ex Murb., Pseudorlaya maritima (L.) Murb., Pseudorlaya maritima var. breviaculeata Boiss. & Heldr., Pseudorlaya pumila var. breviaculeata (Boiss.) Täckh. ex H.A.Hosni, Pseudorlaya pumila subsp. microcarpa (Loret & Barrandon) M.Laínz, Pseudorlaya pumila var. microcarpa Loret & Barrandon, Pseudorlaya pycnantha H.Lindb., Daucus pumilus subsp. maritimus (Gouan) Maire, Daucus pumilus subsp. microcarpus (Loret & Barrandon) Maire.
Bei Banasiak et al. 2016 wird der Umfang der Gattung Daucus stark erweitert und enthält auch Arten der Gattung Pseudorlaya in der Sektion Daucus sect. Daucus. Bei Banasiak et al. 2016 ist Daucus pumilus (L.) Hoffmanns. & Link der akzeptierte Name.